# Tarag
Le tarag est un fromage à base de lait de yak ou de vache produit par les Mongols. Son goût est relativement acide et aigre.